# Clidemia urceolata
Clidemia urceolata är en tvåhjärtbladig växtart som beskrevs av Dc.. Clidemia urceolata ingår i släktet Clidemia och familjen Melastomataceae. Inga underarter finns listade i Catalogue of Life.